# Adam Hafter
Adam Hafter (* 10. März 1834 in Weinfelden, Bezirk Weinfelden, Kanton Thurgau; † 24. August 1914 in Zürich), heimatberechtigt in Weinfelden und in Zürich, war ein Schweizer Schullehrer, Wirtschaftsmanager, Journalist und liberaler Politiker, der unter anderem von 1877 bis 1882 Regierungsrat sowie 1881/82 Präsident des Regierungsrates des Kantons Zürich war. Er fungierte zudem zwischen 1880 und 1897 als erster Präsident des Verwaltungsrates der Schweizerischen Hagel-Versicherungs-Gesellschaft, Genossenschaft.

## Leben
Adam Hafter, Sohn des Landwirts Hans Jacob Hafter und der Anna Maria Keller, unterrichtete nach dem Besuch des Lehrerseminars Kreuzlingen von 1852 bis 1855 als Hilfslehrer am Landwirtschaftlichen Institut Eberhard in Meyrin sowie zwischen 1855 und 1856 im Waisenhaus Zürich. Er absolvierte zudem von 1855 bis 1857 ein Studium der Landökonomie an der Lehrerbildungsabteilung der Eidgenössischen polytechnischen Schule Zürich und unterrichtete daraufhin von 1857 bis 1870 als Lehrer an den Landwirtschaftlichen Schulen in Kreuzlingen sowie zwischen 1864 und 1868 in Muri AG. Er war von 1868 bis 1870 zunächst Lehrer sowie zwischen 1870 und 1877 Direktor der Kantonalen Landwirtschaftlichen Schule Strickhof bei Zürich, deren Aufsichtskommission er von 1877 bis 1878 erstmals als Mitglied angehörte. Darüber hinaus war er 1870 Mitbegründer und bis 1884 erster Redaktor der Zeitung Zürcher Bauer. Des Weiteren war er von 1872 bis 1875 als Liberaler Mitglied des Kantonsrates, des Parlaments des Kantons Zürich.
1877 wurde Hafter Regierungsrat und bekleidete dieses Amt bis 1882. Er war als Mitglied der Kantonsregierung von 1877 bis 1882 Vorsteher der Direktion für öffentliche Arbeiten. Als Nachfolger von Johannes Stössel war er von 1881 bis zu seiner Ablösung durch Johann Jakob Spiller 1882 Präsident des Regierungsrates des Kantons Zürich. Zudem fungierte er von 1879 bis 1889 als Präsident des Landwirtschaftlichen Vereins des Kantons Zürich. 1880 war er einer der Mitbegründer und bis 1897 zugleich erster Präsident des Verwaltungsrates der Schweizerischen Hagel-Versicherungs-Gesellschaft, Genossenschaft.
Nach seinem Ausscheiden aus dem Regierungsrat war Hafter zwischen 1882 und 1912 Leiter der Brauerei am Üetliberg im Zürcher Stadtteil Wiedikon, die bis 1921 nach der Brauerei Hürlimann die zweitgrösste Brauerei von Zürich war. Er war von 1884 bis 1911 erneut liberales Mitglied des Kantonsrates von Zürich sowie zwischen 1884 und seinem Tode 1914 abermals Mitglied der Aufsichtskommission der Kantonalen Landwirtschaftlichen Schule Strickhof. Darüber hinaus gehörte er zwischen 1893 und 1895 dem Grossen Stadtrat, dem Gemeindeparlament von Zürich, als Mitglied an.
Hafter war zwei Mal verheiratet. 1862 heiratete er in erster Ehe Elise Spörri sowie 1875 Johanna Spörri, beides Töchter von Johann Caspar Spörri, Inhaber eines Zürcher Schreiner- und Baugeschäfts.

## Hintergrundliteratur
- Stefan G. Schmid: Die Zürcher Kantonsregierung seit 1803. 2003.